# Liste der größten Unternehmen in Albanien
Die folgende Liste stellt die größten Unternehmen in Albanien dar. Neben Unternehmensnamen sind Umsatz, Nettogewinn, Mitarbeiterzahl, Stand der Daten und Branche aufgeführt.
| Name                                   | Umsatz          | Gewinn              | Mitarbeiter | Stand | Branche                       |
| -------------------------------------- | --------------- | ------------------- | ----------- | ----- | ----------------------------- |
| Kastrati Group                         |                 | - 1.263.782.979 ALL | 131         | 2022  | Erdöl, Tourismus              |
| Albpetrol                              | 95.000.000 €    |                     | 4500        | 2014  | Erdöl- und Erdgasförderung    |
| ALBtelecom                             | 240.673.419 €   | 16.615.309 €        | 465         | 2012  | Telekommunikation             |
| Alpha Bank Albania                     | 525.973.128 €   | – 6.714.662 €       | 386         | 2011  | Finanzdienstleistungen        |
| Antea Cement                           |                 |                     | 185         | 2010  | Bau und Baustoffe             |
| ARMO                                   |                 |                     | 1500        | 2012  | Erdölverarbeitung             |
| Banka Credins                          | 771.667.858 €   | 1.576.519 €         | 619         | 2013  | Finanzdienstleistungen        |
| Banka e Shqipërisë                     | 2.777.344.805 € | 41.370.973 €        | 517         | 2012  | Finanzdienstleistungen        |
| Banka Kombëtare Tregtare               | 1.945.146.966 € | 7.853.132 €         | 1190        | 2014  | Finanzdienstleistungen        |
| Eagle Mobile                           | 63.360.653 €    | − 7.432.817 €       | 385         | 2012  | Mobilfunkanbieter             |
| First Investment Bank Albania          | 121.881.200 €   | 841.890 €           | 122         | 2013  | Finanzdienstleistungen        |
| Hekurudha Shqiptare                    | 413.073 €       |                     | 1460        | 2013  | Eisenbahnverkehr              |
| Insig                                  | 19.178.390 €    | 2.414.285 €         | 220         | 2010  | Versicherungsdienstleistungen |
| Intesa Sanpaolo Bank Albania           | 994.555.621 €   | 8.709.992 €         | 536         | 2013  | Finanzdienstleistungen        |
| Korporata Elektroenergjitike Shqiptare |                 |                     |             |       | Elektrizitätsversorgung       |
| Operatori i Sistemit të Transmetimit   |                 |                     |             |       | Elektrizitätsversorgung       |
| Posta Shqiptare                        |                 |                     | 2381        | 2014  | Postverkehr                   |
| Raiffeisen Bank Albania                | 2.267.787.811 € | 76.775.936 €        | 1458        | 2012  | Finanzdienstleistungen        |
| SIGAL UNIQA Group Austria              |                 |                     |             |       | Versicherungsdienstleistungen |
| Taçi Oil                               |                 |                     | 850         | 2012  | Mineralölhandel               |
| Telekom Albania (früher: AMC)          |                 | 94.200.000 €        | 475         | 2011  | Telekommunikation             |
| Tirana Bank                            | 696.324.150 €   | 1.410.714 €         | 466         | 2012  | Finanzdienstleistungen        |
| Vodafone Albania                       |                 |                     | 423         | 2009  | Telekommunikation             |